# Черчилль, Чарльз (генерал)
Чарльз Черчилль (англ. Charles Churchill; 2 февраля 1656 — 29 декабря 1714) — британский генерал, участвовавший в Войне за испанское наследство, и политик, заседавший в Палате общин с 1701 по 1710 год.

## Биография
Родился 2 февраля 1656 года. Третий сын сэра Уинстона Черчилля (1620—1688) и Элизабет Дрейк, дочери сэра Джона Дрейка из Эша, Девон, и его жены Хелены Батлер (или Ботелер). Младший брат британского полководца и политика Джона Черчилля, 1-го герцога Мальборо (1650—1722). Его военная и политическая карьера тесно связана с карьерой его старшего брата. Наряду с ирландским начальником штаба Мальборо Уильямом Кадоганом он был одним из ближайших советников Джона Черчилля.
Его старшая сестра Арабелла Черчилль (1648—1730), был любовницей короля Англии Якова II Стюарта, и матерью его четырёх внебрачных детей.
Первоначально служил пажом, в 1672—1708 годах служил джентльменом двора принца Георга Датского. В 1702 году был назначен лейтенантом Лондонского Тауэра.
Чарльз Черчилль вступил в английскую армию в качестве прапорщика 3-го пешего полка в 1674 году и позже получил чин полковника этого подразделения. Он участвовал в многочисленных войнах и сражениях, в том числе в Седжмуре во время восстания Джеймса Скотта, герцога Монмута. Он служил под началом своего старшего брата, когда в 1690 году он захватил Корк из гарнизона якобитской ирландской армии. Затем он служил на континенте в битвах при Стенкерке и Ландене. Чарльз Черчилль получил звание бригадного генерала в 1690 году и генерал-майора в 1694 году.
Чарльз Черчилль был избран в Палату общин Англии от Уэймута и Мелкомба Реджиса на первых всеобщих выборах 1701 года и был внесен в чёрный список за противодействие подготовке к войне с Францией. Он был избран на вторых всеобщих выборах 1701 года и поддержал Харли на посту спикера в январе 1702 года. 26 февраля 1702 года он поддержал предложение о оправдании процедуры Палаты общин по обвинению в импичменте министров-вигов Вильгельма Оранского.
В 1702 году он стал генерал-лейтенантом, одновременно получив чин полковника Колдстримского пехотного гвардейского полка. Он был избран в Палату общин от Уэймута на парламентских выборах в Англии 1702 года. В битве при Бленхейме в 1704 году он служил под началом своего старшего брата Джона Черчилля, 1-го герцога Мальборо, и командовал центром союзной армии. Во время похода на Дунай он руководил артиллерийским и пехотным контингентами. Он был избран от Уэймута на всеобщих выборах в Англии 1705 года. Он поддержал суд в разбирательстве по «пункту о месте» законопроекта о регентстве 18 февраля 1706 года.
В битве при Рамильи, снова находясь под началом своего брата Джона Черчилля, герцога Мальборо, он приказал четырём пехотным бригадам атаковать деревню. Он оставил свой пост лейтенанта Тауэра в 1706 году и служил губернатором Гернси с 1706 по 1714 год. В 1707 году он был произведён в полные генералы. В конце марта 1708 года Чарльз Черчилль был «схвачен апоплексическим ударом», но, тем не менее, был избран в качестве члена Палаты общин от Уэймута на всеобщих выборах в Великобритании 1708 года. Он страдал от продолжающегося плохого здоровья, начал сильно пить и не баллотировался от Уэймута на всеобщих выборах в Великобритании 1710 года.

## Семья
9 февраля 1702 года Чарльз Черчилль женился на Мэри Гулд (1676 — 10 января 1757), дочери и единственной наследнице политика Джеймса Гулда (ок. 1625—1707), и Мэри Баскетт. В 1716/1717 году Мэри вторично вышла замуж за Монтегю Венайблса-Берти, 2-го графа Абингдона (1673—1743).
У него был внебрачный сын, генерал-лейтенант Чарльз Черчилль (1679—1745), от любовницы Элизабет Додд. У Чарльза от его любовницы, актрисы Энн Олдфилд, родился сын Чарльз Черчилль (ок. 1720—1812), член Палаты общин Великобритании. Его внук женился на леди Мэри Уолпол, внебрачной дочери премьер-министра Роберта Уолпола. Их дочь Мэри стала второй женой Чарльза Кадогана, 1-го графа Кадогана (1728—1807).